# Liste des vicomtes de Limoges
La vicomté de Limoges dépendait du duché d'Aquitaine. Elle est formée au Xe siècle par les comtes de Poitiers qui démembrent le comté de Limoges, et s'étendait sur le sud de la Haute-Vienne, le nord de la Dordogne (Mareuil, Saint-Jean-de-Côle, Thiviers, Nontron à Auberoche, Hautefort, Condat-sur-Vézère et Payzac dont Excideuil, un de leurs principaux châteaux), et l'ouest de la Corrèze (Masseret, Salon, Pompadour, Ayen et Yssandon - dont Ségur, leur principale résidence à partir du XVe siècle).
La seconde partie du Limousin constitue la vicomté de Tulle ou vicomté des Échelles.

## Première maison vicomtale de Limoges
La filiation entre la maison comtale de Rouergue et les premiers vicomtes de Limoges n'est qu'une hypothèse généalogique minoritaire qui n'est pas prouvée, ni admise par la majorité des généalogistes.
1. Foulques (ou Foucauld) de Rouergue (778 - 845), comte de Rouergue, épouse Sénégonde de Toulouse (petite-fille de Guillaume de Gellone à qui Charlemagne avait donné le comté de Toulouse pour se défendre contre les Vascons après la défaite de Roncevaux).

Raymond Ier de Rouergue (Raimund) (815 - 865), est nommé comte de Quercy et de Rouergue (849) par Charles le Chauve en reconnaissance de son alliance contre Pépin II, roi d'Aquitaine, puis comte de Toulouse (855) (cité charte de fondation 03/11/862 à Vabres). Il épouse en 830 Berta de Limoges, héritière de la vicomté de Limoges.
1. Bernard de Rouergue († 874) comte de Toulouse et de Rouergue, fils du précédent. Intermède de Bernard Plantevelue († 886)
2. Foulques de Limoges (838 - 883), vicomte de Limoges jure matris (par sa mère).
  1. Hildebert Ier (865 - 916), vicomte de Limoges, épouse Adaltrude
    1. Hildegaire Ier (892 - 943), vicomte de Limoges, épouse Thetberge d'Aurillac
      1. Géraud Ier (916 - 986), vicomte de Limoges, épouse Rothilde (de Brosse ?)
        1. Guy Ier (962 - 1025), vicomte de Limoges, épouse Emma de Ségur ci-dessous
          1. Adhémar Ier le Bègue (990 - 1036), vicomte de Limoges, épouse Sénégonde d'Aulnay
            1. Adhémar II (Aymard II) (1023 - 1090), vicomte de Limoges, épouse Humberge, que Geoffroi de Vigeois dit fille de Geoffroi Taillefer d'Angoulême
              1. Adhémar III (Aymard III) (1050 - 1139), vicomte de Limoges dit le Barbu, épouse Marie des Cars
              2. Humberge dite Brunissende de Limoges (1080 - ?) épouse  Archambaud IV, vicomte de Comborn dit le Barbu (voir cette branche).

          2. Guinield de Limoges, fille de Guy de Limoges, épouse Hugues Ier Foucault dont les descendants seront gouverneurs de la Marche au temps des Bourbons - Maison de Foucault

        2. Aymeric Ier Ostfranc (965 - 1018), comte de Rochechouart - Maison de Rochechouart

    2. Foucher Ier de Limoges (885 - 923), vicomte de Ségur
      1. Foucher II (905 - 953), vicomte de Ségur (de Dina de Chanac)
        1. Adhémar Ier (940 - 986), vicomte de Ségur
          1. Emma de Ségur (965 - 1025) épouse Guy Ier, vicomte de Limoges

      2. Archambaud Ier (910 - 959), vicomte de Comborn
        1. Son lointain descendant Archambaud IV épouse Humberge de Limoges ci-dessus, et continue la branche de Comborn ci-dessous.

  2. Ranulphe Ier (872 - 926), vicomte d'Aubusson 1er (de Poitiers d'Auvergne)
3. Eudes de Rouergue († 918), comte de Toulouse et de Rouergue, épouse Garsinde d'Albi

## Maison de Comborn

Coticé d'or et de gueules.

1139-1148 : Guy IV, fils d'Archambaud IV, vicomte de Comborn, et de Brunissende de Limoges, fille d'Adémar III, épouse Marquise de la Marche (sans postérité)
1139-1148 : Adémar IV († 1148), frère du précédent, épouse Marguerite de Turenne (attestée en 1143-1173), fille de Raymond Ier, vicomte de Turenne
1148-1199 : Adémar V dit Boson († 1199), fils du précédent, épouse Sarah de Cornouailles (v. 1158 – † 23 novembre 1216), fille de Réginald de Dunstanville, comte de Cornouailles
1199-1230 : Guy V († 29 mars 1230), fils du précédent, épouse Ermengarde
1230-1263 : Guy VI († entre le 13 et le 16 août 1263), fils du précédent, épouse en premier une fille de Thibaud de Blaison, puis Marguerite de Bourgogne († 27 août 1277), fille de Hugues IV, duc de Bourgogne
1263-1290 : Marie (1260 † 1290), fille du précédent, épouse Arthur II de Bretagne (1262 † 1312)

## Maison de Dreux-Bretagne

Armoiries des vicomtes de Limoges à partir de Guy VII. C'est une brisure des ducs de Bretagne.

1290-1301 : Arthur II de Bretagne (1262 † 1312).
1301-1314 : Jean III de Bretagne (1287 † 1341), fils du précédent et de Marie de Limoges.
1314-1317 : Guy VII de Penthièvre (1287 † 1331), frère du précédent, comte de Penthièvre et seigneur de Mayenne.
1317-1331 : Jean III de Bretagne (1287 † 1341), fils d'Arthur II et de Marie de Limoges.
1331-1384 : Jeanne de Penthièvre (1319 † 1384), fille de Guy VII, épouse Charles de Blois (1319 † 1364) et duchesse de Bretagne

## Maison de Blois-Châtillon
1384-1404 : Jean Ier de Châtillon († 1404), fils des précédents, marié à Marguerite de Clisson
1404-1433 : Olivier de Blois dit de Bretagne († 1433), fils du précédent, marié à Isabelle de Bourgone, puis Jeanne de Lalaing
1433-1454 : Jean de L'Aigle dit de Bretagne († 1454) frère du précédent, marié à Marguerite de Chauvigny
1454-1455 : Guillaume de Châtillon-Blois (1400 † 1455), frère du précédent, marié à Isabelle de la Tour d'Auvergne
1455-1481 : Françoise de Châtillon († 1481), fille du précédent, mariée à Alain d'Albret (1440 † 1522).

## Maison d'Albret
1481-1516 : Jean III d'Albret, roi de Navarre, fils des précédents, épouse Catherine Ire de Navarre
1516-1555 : Henri d'Albret, fils du précédent, épouse Marguerite de Valois-Angoulême
1555-1572 : Jeanne d'Albret, fille du précédent, épouse Antoine de Bourbon

## Maison de Bourbon
1572-1610 : Henri IV, roi de Navarre, roi de France en 1589.
La vicomté de Limoges est réunie au domaine royal au moment de l’accession au trône de France de Henri IV de Navarre. La vicomté est parfois démembrée pour constituer un apanage pour des princes du sang.
1773-1776 : Charles, comte d'Artois. La vicomté est ôtée à son apanage en 1776.
En 1661, Louis XIV accorde à François de Rochechouart (1611-1696), comte de Chandenier, et à ses descendants, le droit de porter le titre de comte de Limoges - et non celui de vicomte de Limoges réuni au domaine royal depuis son grand-père.
- Liste des vicomtes de Rochechouart